# Nar
Nar — торговая марка компании ООО «Azerfon», оператора сотовой связи стандарта GSM, UMTS и LTE, действующего на территории Азербайджана.

## История
Оператор сотовой связи «Azerfon» начал свою деятельность под брендом «Nar Mobile» 21 марта 2007 года, став третьим мобильным оператором в Азербайджане.
В 2008 году количество абонентов Nar достигло 1 млн.
Nar первым на мобильном рынке Азербайджана внедрил манатную систему тарификации, тогда как операторы Azercell и Bakcell вплоть до 2011 года применяли для тарификации условные единицы («контуры»). В 2009 году компания заключила кобрендинговое соглашение с оператором Vodafone, и стала предоставлять постпейд тарифы под брендом Azerfon-Vodafone с новым префиксом 077. Партнерство завершилось в 2012 году. Все абоненты с префиксом 077 переведены на постоплатные тарифы Nar. В 2011 году в сеть Azerfon были переведены абоненты CDMA-оператора Сatel (бренд Fonex), прекратившего своё существование.
На момент внедрения сеть 2G Nar охватывала около 80% территории страны, более 2,4 миллионов абонентов или 22% рынка Азербайджана. В 2009 году компания первой в Азербайджане внедрила сеть 3G.
В 2013 году Nar Mobile представил совместно с AZAL (Азербайджанские авиалинии) проект NarAir, предоставляя мобильную связь на борту самолетов.
В 2014 году компания внедрила сеть 4G.
В 2015 году Nar стал официальным партнером I Европейских Игр в Баку . В апреле 2015 года компания провела полный ребрендинг и сменила логотип. Бренд переименован в Nar вместо прежнего Nar Mobile.
В 2016 году оператор поглотил интернет и ТВ провайдера Citynet, создав бренд Nar Citynet.
В 2017 году компанией был внедрён стандарт LTE в бакинском метрополитене. Также в 2017 году компания стала телекоммуникационным партнёром IV Игр исламской солидарности.
В 2018 году количество абонентов компании достигло 2,2 млн. Также в 2018 году компания внедрила сеть 4G в 45 регионах Азербайджана.
В 2018 году компания обновила бренд и сменила слоган «Потому что достоин большего!» (азерб. Çünki daha çoxuna layiqsən).
На 2021 год компания охватывала 23 % рынка связи Азербайджана. Количество активных абонентов компании в течение 2021, 2022, 2023 годов составило 2,2 млн чел.
В январе 2024 года компания получила сертификаты системы управления качеством ISO 9001:2015 и системы управления удовлетворенностью клиентов ISO 10002:2018.

## Общие сведения
Сотовая сеть компании охватывает 99 % территории страны. Количество базовых станций составляет 8 000.
В компании внедрена сеть стандарта 4G, которая охватывает 94 % территории страны. 1,4 млн абонентов компании используют сеть 4G.
На 2022 год в Баку и регионах действует 40 отделений компании.

## Типы абонентов
Nar предлагает своим клиентам тарифы типов предоплаты, постопплаты (фактурные), дата-планы, домашний интернет, IPTV, M2M. Оператор предлагает абонентам номера с префиксами 070 и 077. С 2013 года в сеть оператора можно перенести свой номер с префиксом 050, 051, 055, воспользовавшись услугой MNP.

## Предоплатные тарифы
Предоплатные тарифы оператора: Full, Уникальный, Супер 0, Безлимитный, Yerlim, Говорит Баку, Cavan Nar. Оплата совершается предварительно при помощи скретч-карт, платежных терминалов, банкоматов, электронных ваучеров, онлайн-оплаты и банковских переводов.

## Постоплатные тарифы
Постоплатные или фактурные тарифы в линейке Business с гибкими тарифными условиями. Счёт оплачивается после использования услуг. Многие корпоративные пользователи являются абонентами постоплатных тарифов. Оплата совершается при помощи скретч-карт, платежных терминалов, банкоматов, электронных ваучеров, онлайн-оплаты и банковских переводов.

## Дата тарифы
Оператор делает сильный акцент на предоставление высокоскоростного интернета. 3G-сеть поддерживает DС-HSDPA со скоростью до 42 Мбит/с. В 2014 году введена в эксплуатацию 4G сеть Cat3, а в 2015 Cat4. На 2016 введена Cat6 до 300 Мбит/с LTE Advanced. LTE сеть Nar самая большая в Азербайджане - на ноябрь 2015 года 412 базовых станций. Весной 2015 года услугами LTE начали пользоваться корпоративные абоненты и оргкомитет и атлеты I Европейских Игр Баку 2015. В октябре началось предоставление услуги всей абонентской базе при.
В линейке оператора существуют тарифы нацеленные исключительно на услуги интернета — Nar 3G+ DATA и 3G+ DATA Postpaid. Для абонентов обычных комбинированных тарифов существуют также условно-безлимитные интернет пакеты.
Интернет для дома предоставляется под брендом Nar Wi-fi.

## Филиалы
У компании действует сеть филиалов по стране. В апреле 2024 года открыт центр продаж и услуг в Шемахы. До конца 2024 года планируется открыть дополнительно 15 центров услуг в регионах Азербайджана.

## Руководство
| Персона      | Должность                  |
| ------------ | -------------------------- |
| Гуннар Панке | Генеральный директор (CEO) |